# Chairs Missing
Albums de Wire
Pink Flag
(1977) 154
(1979)
Chairs Missing est le deuxième album de Wire, sorti en août 1978.

## Présentation
Bien qu'il partage certaines caractéristiques punk présentes dans le premier album Pink Flag, en particulier au niveau du chant, Chairs Missing présente des morceaux dans son ensemble plus élaborés, plus longs et plus complexes, donc en ce sens plus proches de ce qu'on nomme habituellement le post-punk. On y remarque un palette plus étendue au niveau des thèmes et des émotions évoquées, ainsi qu'une plus grande influence de courants musicaux comme l'art rock ou le rock psychédélique. L'album a été produit par Mike Thorne, qui a ajouté du clavier et du synthétiseur sur certains passages, qui seraient ensuite plus largement utilisés par les membres du groupe dans ses productions ultérieures.
Le titre (littéralement « des chaises qui manquent ») est une référence à une expression d'argot britannique désignant une personne mentalement perturbée.
La chanson Heartbeat a été reprise par Big Black dans un single de même nom.

## Titres
Face A
1. Practice Makes Perfect – 4:11
2. French Film Blurred – 2:34
3. Another the Letter – 1:07
4. Men 2nd – 1:43
5. Marooned – 2:21
6. Sand in My Joints – 1:50
7. Being Sucked In Again – 3:14
8. Heartbeat – 3:16

Face B
1. Mercy – 5:46
2. Outdoor Miner – 1:44
3. I Am the Fly – 3:09
4. I Feel Mysterious Today – 1:57
5. From the Nursery – 2:58
6. Used To – 2:23
7. Too Late – 4:14

Bonus
1. Go Ahead − 4:01 [1989]
2. Outdoor Miner (Long Version) − 2:54 [1994]
3. Former Airline − 3:20 [1989/1994]
4. A Question of Degree − 3:09 [1989/1994]

De la même manière que sur Pink Flag, les pistes bonus ont été enlevées de la réédition de 2006 car elles perturbaient selon le groupe l'unité de l'œuvre originelle.

## Personnel
- Colin Newman - chant, guitares
- B.C. Gilbert - guitares
- Graham Lewis - basse, chant
- Robert Gotobed - batterie

Personnel additionnel
- Kate Lukas - flûte sur Heartbeat
- Mike Thorne - claviers, synthétiseurs